# Brienon-sur-Armançon
Brienon-sur-Armançon är en kommun i departementet Yonne i regionen Bourgogne-Franche-Comté i norra Frankrike. Kommunen ligger i kantonen Brienon-sur-Armançon som tillhör arrondissementet Auxerre. År 2022 hade Brienon-sur-Armançon 3 060 invånare.

## Befolkningsutveckling
Antalet invånare i kommunen Brienon-sur-Armançon
| Referens: INSEE |